# يوب فان ديلي
يوب فـان ديلي (بالهولندية: Joop van Daele)‏ هو لاعب كرة قدم ومدرب كرة قدم هولندي في مركز الدفاع، ولد في 14 أغسطس 1947 في روتردام في هولندا. لعب مع غو أهد إيغلز وفاينورد وفورتونا سيتارد ونادي إكسلسيور.

## وصلات خارجية
- يوب فـان ديلي على موقع الاتحاد الأوربي (الإنجليزية)
- يوب فـان ديلي على موقع قاعدة بيانات كرة القدم.إي يو (الإنجليزية)
- يوب فـان ديلي على موقع Soccerway.com (الإنجليزية)